# Hippeastrum iguazuanum
Hippeastrum iguazuanum là một loài thực vật có hoa trong họ Amaryllidaceae. Loài này được (Ravenna) T.R.Dudley & M.Williams mô tả khoa học đầu tiên năm 1984.